# Parafia Matki Bożej Nieustającej Pomocy w Nowym Narcie
Parafia Matki Bożej Nieustającej Pomocy w Nowym Narcie – parafia rzymskokatolicka znajdująca się w Nowym Narcie i należąca do diecezji sandomierskiej w dekanacie Rudnik nad Sanem. Wyodrębniona z parafii Spie w listopadzie 1922 roku. Prowadzą ją księża diecezjalni. Kościół parafialny pw. Matki Bożej Nieustającej Pomocy w Nowym Narcie wybudowany w 2005. Do parafii należą Nowy Nart, Stary Nart oraz części wsi Gwoździec i Wilcza Wola.

## Galeria

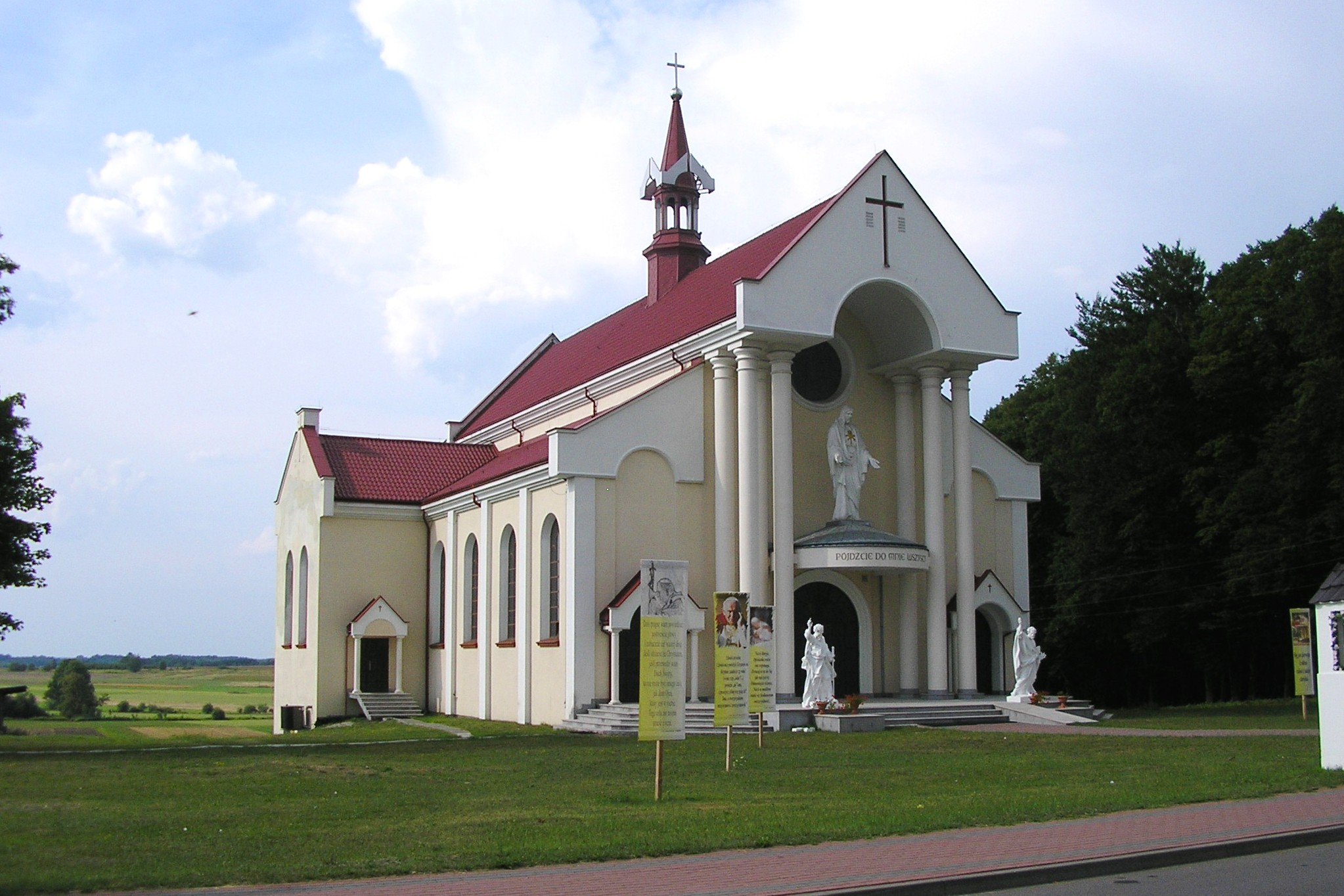
kościół parafialny
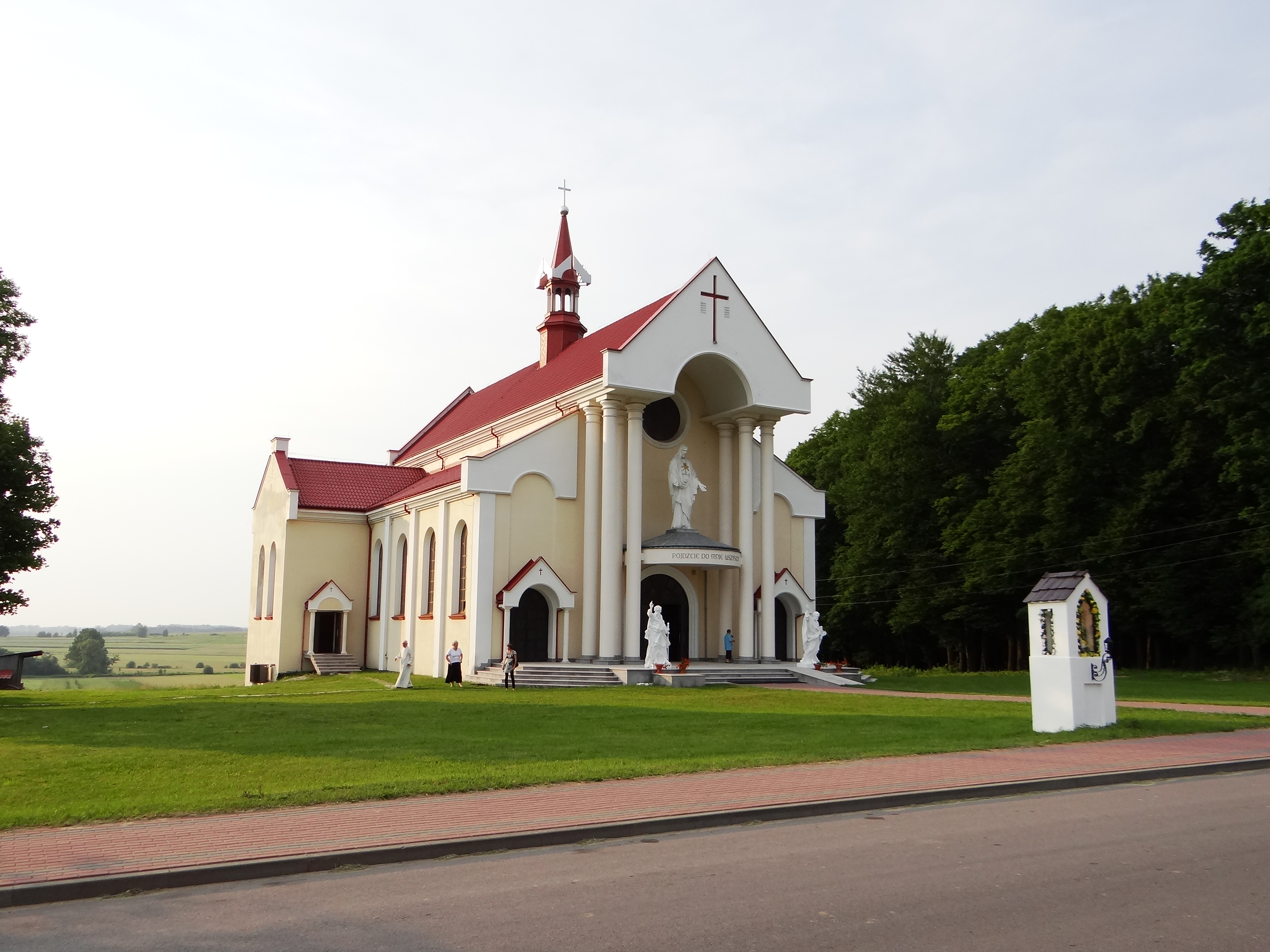
kościół parafialny
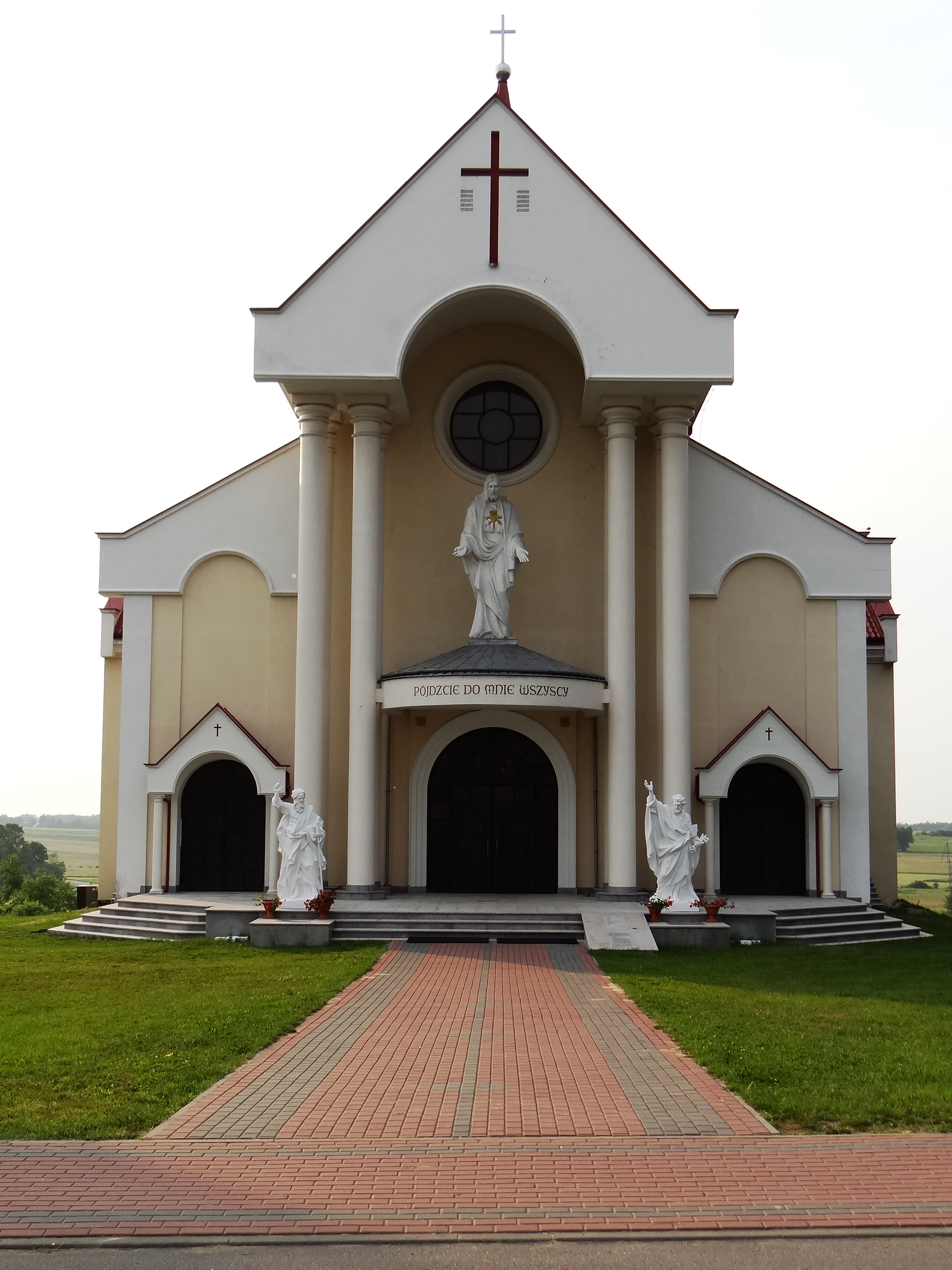
kościół parafialny
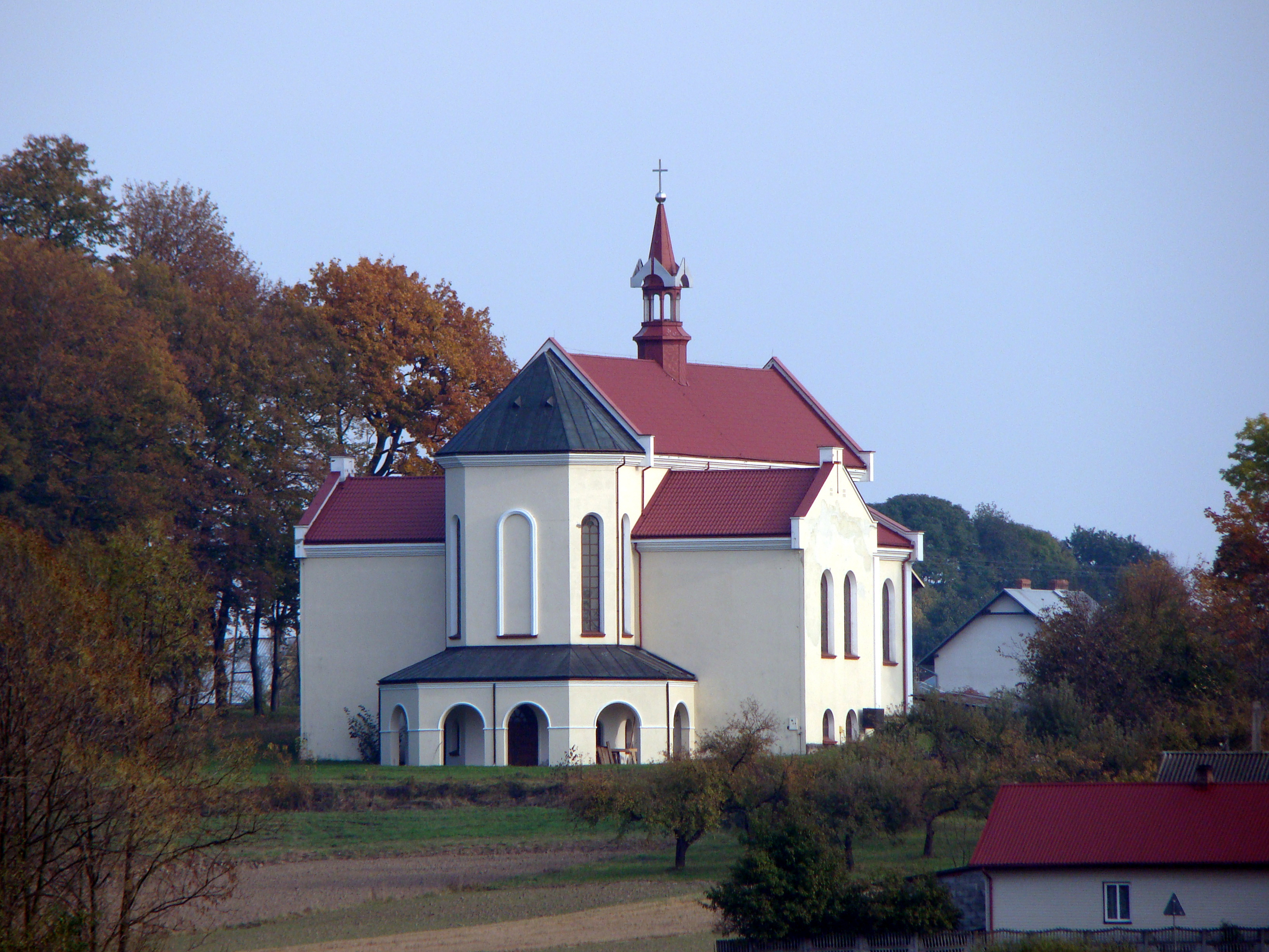
kościół parafialny
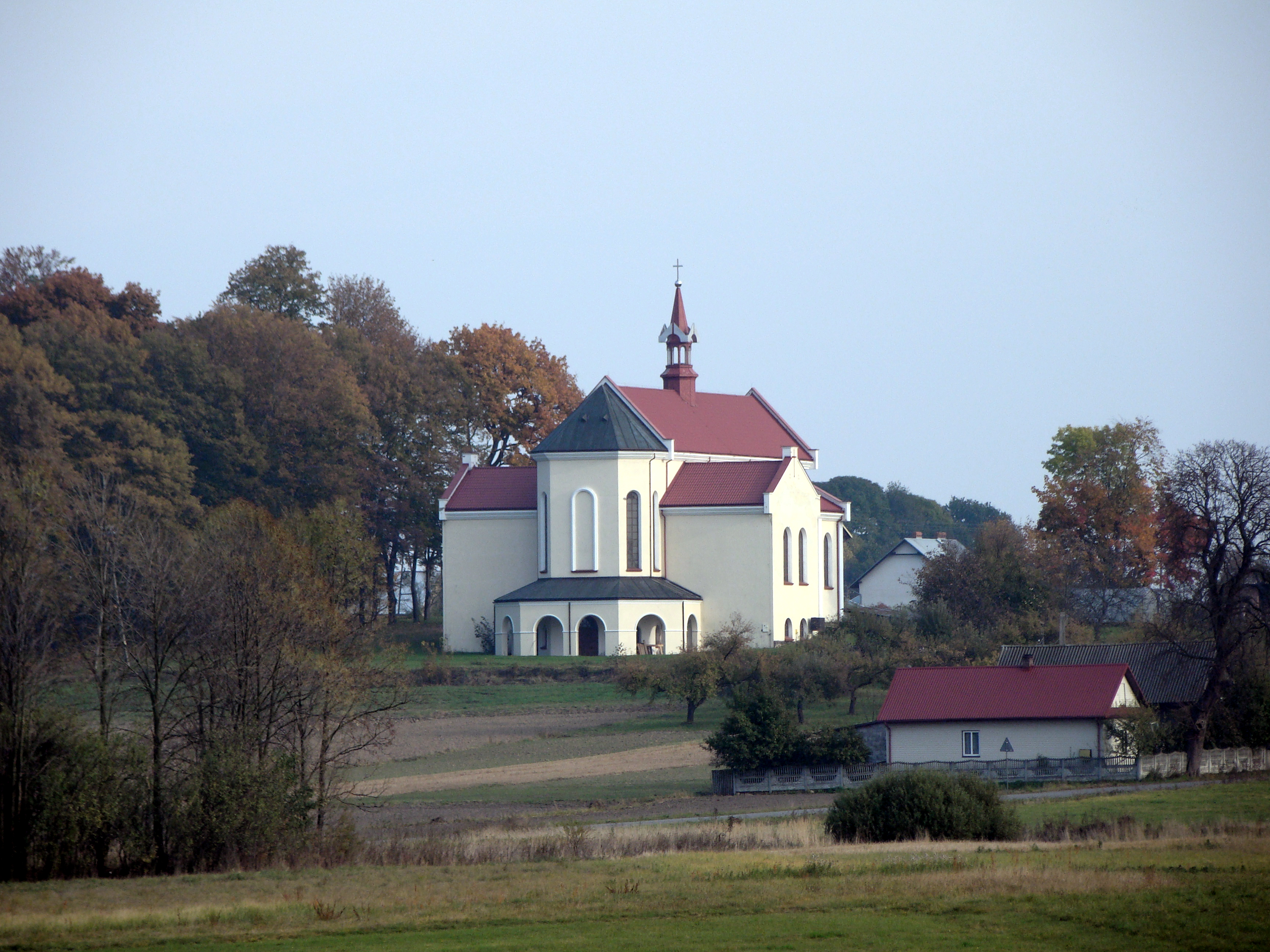
kościół parafialny
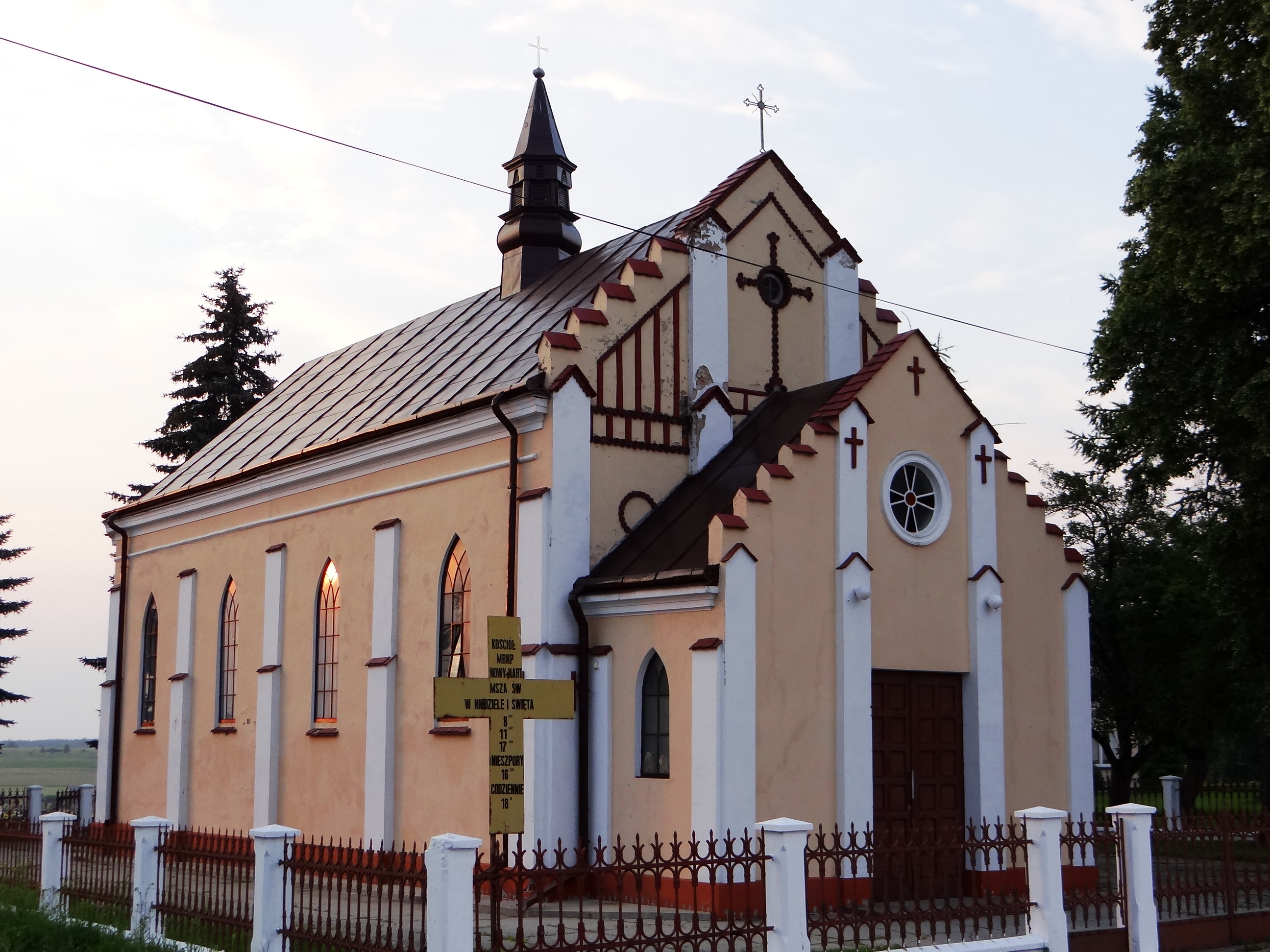
kaplica
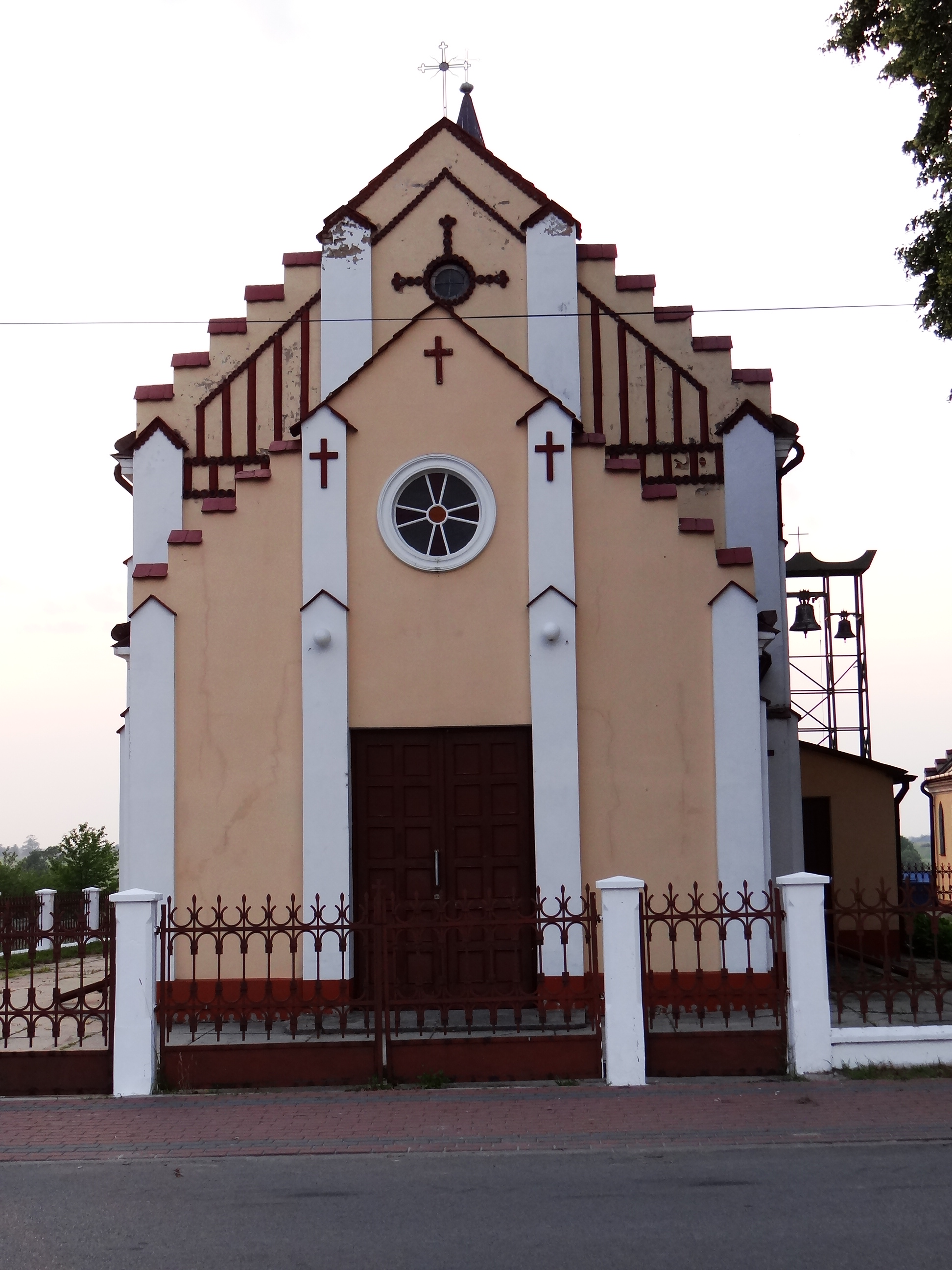
kaplica
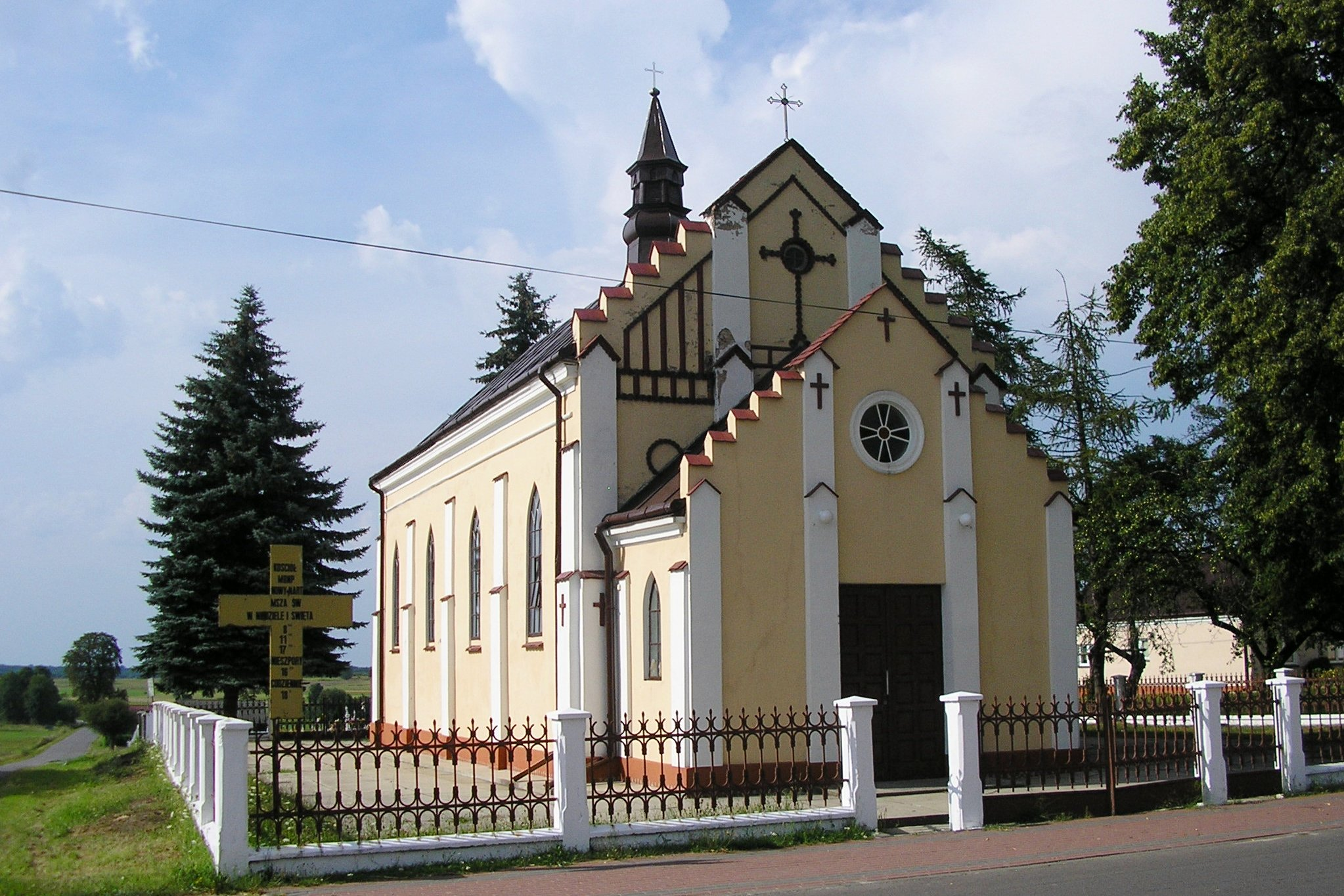
kaplica